# نیپلز (تگزاس)
نیپلز، تگزاس(به انگلیسی: Naples, Texas) شهری در ایالت تگزاس از ایالات جنوبی ایالات متحده آمریکا است. در سرشماری سال ۲۰۰۰، جمعیت این شهر ۱۴۱۰ نفر اعلام شد.